# مارتن غيروكس
مارتن غيروكس هو مغني كندي، ولد في 23 مايو 1979 في غاتينو في كندا.

## وصلات خارجية
- الموقع الرسمي